# لیبرالیسم فرهنگی
لیبرالیسم فرهنگی (به انگلیسی: Cultural liberalism) یک دیدگاه لیبرالی نسبت به جامعه است که روی آزادی افراد در برابر هنجارهای فرهنگی تأکید می‌کند.

## باورهای لیبرال‌های فرهنگی
در پیروی از اصل آزار، لیبرال‌های فرهنگی بر این باورند که جامعه نباید هیچ‌گونه رفتار خاصی را اعمال کند و آنها خود را در دفاع از حقوق اخلاقی افراد غیر متعهد می‌دانند تا هویت خود را ابراز کنند، اما صلاح می دانند تا زمانی که به شخص دیگری آسیب نرساند.  جنگ های فرهنگ در سیاست به طور کلی اختلافات بین لیبرال های فرهنگی و محافظه کاران فرهنگی است زیرا لیبرال های فرهنگی به شدت مخالف سانسور یا هر نوع نظارت بر مطالب گفتاری یا نوشتاری هستند. آنها معتقدند که ساختار خانواده و ماهیت ازدواج باید به تصمیم فردی واگذار شود و معتقدند که شخص به دیگران آسیب نرساند، هیچ سبک زندگی ذاتاً بهتر از سایر موارد نیست.

### توضیحات دیگر
از آنجا که لیبرالیسم فرهنگی بیانگر بعد اجتماعی لیبرالیسم است، از آن اغلب به ویژه در کشورهایی مانند ایالات متحده به عنوان «لیبرالیسم اجتماعی» یاد می شود. با این حال، این همان ایدئولوژی سیاسی گسترده تری نیست که به عنوان لیبرالیسم اجتماعی شناخته می‌شود. در ایالات متحده ، لیبرالیسم اجتماعی ارزشهای اخلاقی و اجتماعی مترقی یا مواضع مربوط به موضوعات فرهنگی اجتماعی مانند سقط جنین و ازدواج همجنسگرایان را در مقابل محافظه کاری اجتماعی توصیف می‌کند. از این نظر یک محافظه کار اجتماعی یا یک لیبرال اجتماعی ممکن است دارای دیدگاه های محافظه کارانهتر یا لیبرال‌تری در مورد سیاست‌های مالی باشد.